# Herb Makowa Mazowieckiego
Herb Makowa Mazowieckiego – jeden z symboli miasta Maków Mazowiecki w postaci herbu.

## Wygląd i symbolika
Herb przedstawia w czerwonej tarczy herbowej profil głowy mężczyzny w czarnym kapeluszu, z włosami blond.

## Historia
Najstarsze znane wizerunki godła miejskiego zachowane na odciskach pieczęci z pierwszej połowy XVI wieku przedstawiają en face głowę młodzieńca z bujnymi lokami, którego szyję otaczał kołnierz. W drugiej połowie XVI wieku wizerunek zmieniono - głowę przedstawiono z profilu i nakryto kapeluszem. Taki wizerunek był używany do rozbiorów. W Księstwie Warszawskim i Królestwie Polskim tak jak w innych miastach używano godła państwowego. W 1847 powstał nowy projekt herbu, z bocianem trzymającym w dziobie winne grono, nie uzyskał on jednakże akceptacji władz zaborczych i nigdy nie wszedł do użytku. W 1918 po powrocie Makowa Mazowieckiego do Polski przyjęto herb oparty na wzorze przedrozbiorowym. Według hipotez, głowa w herbie może być wizerunkiem Janusza I Mazowieckiego, który dokonał lokacji Makowa.
Nie znajduje potwierdzenia pochodząca z Makowa Podhalańskiego legenda miejska, głosząca, że w 1918 doszło do pomyłki w ministerstwie, a herb Makowa Mazowieckiego był przeznaczony dla miasta w Beskidach, o czym świadczyć mają góralskie rysy twarzy postaci w herbie oraz podobny do typowego dla stroju podhalańskiego kapelusz.